# Al dente

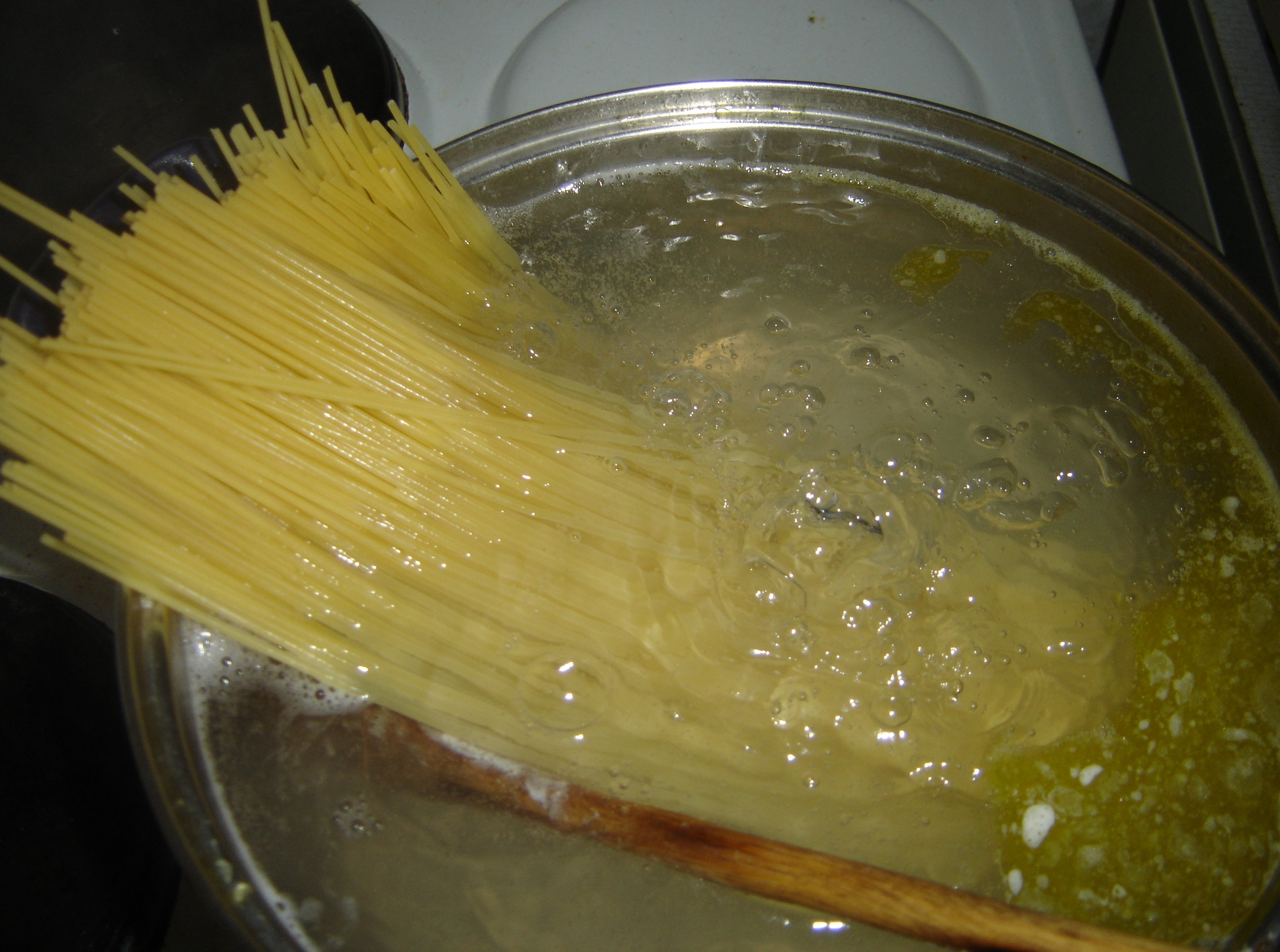
Каструля для приготування спагеті

Al dente (від італ. al dente — на зубок; вимовляється: аль де́нте) — в широкому розумінні поняття в кулінарії, що характеризує один із різновидів ступеня готовності до вживання будь-якого продукту після його термічної обробки. У вузькому сенсі відноситься лише до макаронних виробів (італійська назва — pasta, паста). Характерною особливістю приготованих «al dente» овочів, м'яса, макаронних виробів є збереження ними після термічної обробки відчутної під час укусу внутрішньої пружності.
Зазвичай «al dente» вживається для позначення процесу якісного приготування макаронних виробів; його характеристика особливо важлива для запікання або виробів формату «al forno» (запечені в печі).
Наразі застосування терміна «al dente» також охоплює собою овочі (рідше — рис, боби) та м'ясо. Справедливості заради слід зазначити, що нині є певна категорія професіоналів, які оскаржують можливість використання цього терміна стосовно до чого-небудь іншого, крім макаронних виробів. Овочі «al dente» в момент завершення процесу приготування необхідно піддати раптовому охолодженню (опустити в холодну воду або в воду з льодом).
Для визначення моменту готовності макаронних виробів їх кілька разів пробують до завершення процесу приготування (наприклад, часу зазначеного в рецепті на упаковці). Продукт зі ступенем готовності «al dente» не прилипає до зубів, а також має рівномірний колір на зрізі. 
Варто сказати про присутність думки в наукових колах, що макаронні вироби зі ступенем готовності «al dente» мають більш низький глікемічний індекс.